# Onze-Lieve-Vrouw Hulp der Christenenkerk (Zogge)

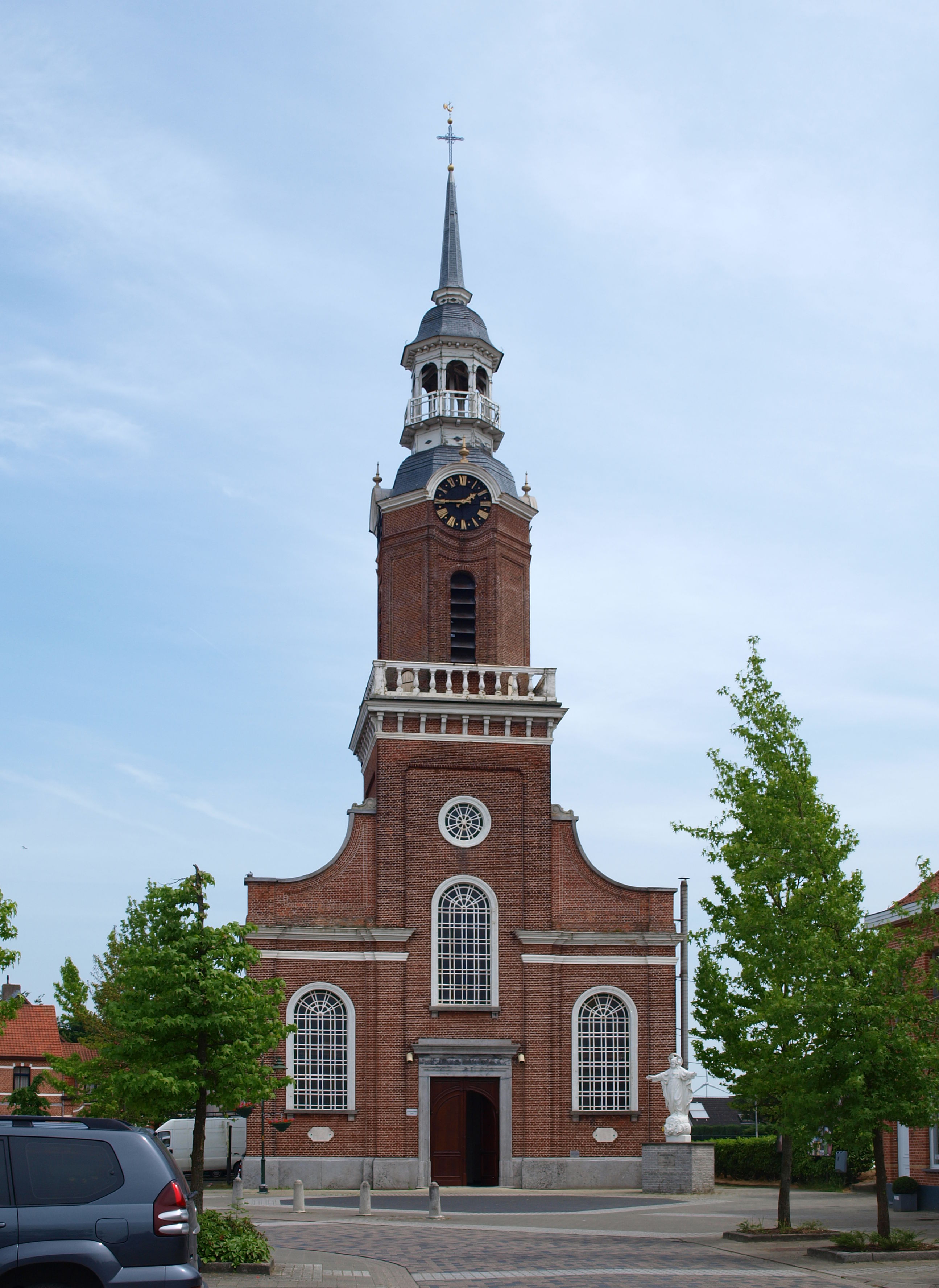
Onze-Lieve-Vrouw Hulp der Christenenkerk

De Onze-Lieve-Vrouw Hulp der Christenenkerk is de parochiekerk van de tot de Oost-Vlaamse gemeente Hamme behorende plaats Zogge, gelegen aan de Zogge.

## Geschiedenis
De buurtschappen Zogge, Ekelbeke en Meerstraat besloten in 1848 om gezamenlijk een wijkkerk te bouwen, aangezien de afstand tot Hamme betrekkelijk groot was. In 1849 werd de kerk gebouwd, die een filiaalkerk was van de Sint-Pieters-Bandenkerk te Hamme.
In 1862 werd een sacristie aangebouwd en in 1868 werd een toren en nieuwe westgevel toegevoegd.

## Gebouw
Het betreft een gebouw in eclectische stijl, met neoclassicistische en neobarokke stijlelementen. De westgevel heeft een door twee korte zijbeuken geflankeerde ingebouwde toren. Het schip is eenbeukig. De neobarokke toren heeft een vierkante benedengeleding en een achtkante klokkengeleding met daarboven een koepeldak en een lantaarn met spits.
Het kerkmeubilair is hoofdzakelijk 19e-eeuws.